# トランボ ハリウッドに最も嫌われた男
『トランボ ハリウッドに最も嫌われた男』（トランボ ハリウッドにもっともきらわれたおとこ、Trumbo）は、2015年のアメリカ合衆国の伝記映画である。監督はジェイ・ローチ、主演はブライアン・クランストンとダイアン・レインが務める。本作の原作はブルース・クックが執筆した評伝『Dalton Trumbo』である。

## ストーリー
ダルトン・トランボは、その才能によりハリウッドの俊英の1人に数えられるようになっている脚本家である。しかし、彼はアメリカ共産党員として積極的に活動していることから、コラムニストのヘッダ・ホッパーや俳優のジョン・ウェインなどのエンターテイメント業界における強硬な反ソ連の人物から軽蔑されている。
トランボは、ハリウッド映画における共産主義のプロパガンダに関して下院非米活動委員会（HUAC）で証言するよう召喚された10人の脚本家のうちの1人となった。彼らは質問に直接答えることを拒否し、下級審で議会侮辱罪で有罪判決を受けたとしても、最高裁で多数派を占めるリベラルな判事たちがそれを覆すことを確信している。トランボたちの行動を支持するトランボの友人で俳優のエドワード・G・ロビンソンは、彼らの弁護士費用調達のために、ヴィンセント・ファン・ゴッホの1887年の絵画『ペール・タンギーの肖像』を売却する。しかし、リベラル派とされるワイリー・ラトリッジ判事とフランク・マーフィー判事の予期せぬ死去により、トランボの上訴する計画は叶わぬこととなった。1950年、トランボはケンタッキー州アシュランドの連邦矯正施設で11か月間服役する。
「ハリウッド・ブラックリスト」の対象が拡大し、より多くの共産主義者や共産主義シンパが業界から排除される中、トランボとその仲間たちは、自分の仕事を守るために彼らとの繋がりを否認するロビンソンとプロデューサーのバディ・ロスによって見捨てられる。トランボは刑務所から釈放されたが、依然としてブラックリストに載っており、彼の経済状況と家庭生活はますます逼迫していく。彼は友人のイアン・マクレラン・ハンターに『ローマの休日』の脚本を渡し、ハンターが脚本の名義と報酬の一部を得るという手段をとる（最終的にはハンターがアカデミー原案賞を受賞する）。のどかな湖畔の家を売り、都会の家に引っ越した彼は、低予算のキング・ブラザーズ・プロダクションでペンネームを使った上で脚本家として働き、ブラックリストに載っている仲間の作家たちにB級映画の脚本執筆の仕事を回してやる。彼は妻のクレオと10代の子供たちに仕事を手伝わせ、家庭内不和が大きくなる。トランボがペンネームで原作を書いたキング・ブラザーズの映画『黒い牡牛』がアカデミー賞を受賞したが、トランボはそれが自分によるものだとは言えない。ブラックリストに載っている友人のアーレン・ハードは貧窮の中、癌で亡くなる。一方、キング・ブラザーズを脅してトランボを解雇させようとするヘッダ・ホッパーの同調者らの試みは完全な失敗に終わる。
業界ではトランボがゴーストライターとして脚本を沢山書いてきているという疑惑が浮上するが、彼はそれを肯定しないように注意を払う。1960 年、俳優のカーク・ダグラスが彼の大作映画『スパルタカス』の脚本を書くよう彼に依頼し、オットー・プレミンジャー監督は彼に『栄光への脱出』の脚本を依頼する。ホッパーはダグラスを脅してトランボを降板させようとしたが、ダグラスとプレミンジャーの2人はトランボが脚本を書いたと公表する。1961年の初めまでにブラックリストの効力は、米国新大統領ジョン・F・ケネディが『スパルタカス』を称賛するほどまでに下落し、トランボたちは自分たちの名前で仕事を再開出来るようになった。10年後、ハリウッドからの正当な賞賛を漸く勝ち得たトランボは、ブラックリストが如何に彼らを、即ち、自分たちの主張を守って仕事を失った人たち、また、仕事を守るために自分たちの主張を曲げた人たちを犠牲にしたかについて語った。

## キャスト
※括弧内は日本語吹替
- ダルトン・トランボ - ブライアン・クランストン（金尾哲夫）
- クレオ・トランボ - ダイアン・レイン（佐々木優子）
- ヘッダ・ホッパー - ヘレン・ミレン（一柳みる）： 『スパルタカス』（1960年）にトランボを起用したカーク・ダグラスを批判したコラムニスト。
- アーレン・ハード - ルイ・C・K（石住昭彦）
- ニコラ・トランボ - エル・ファニング（のぐちゆり）： ダルトンの娘。
- フランク・キング（英語版） - ジョン・グッドマン（宝亀克寿）
- エドワード・G・ロビンソン - マイケル・スタールバーグ（岩崎ひろし）： 赤狩りでハリウッドを追放された俳優。
- イアン・マクレラン・ハンター - アラン・テュディック： 赤狩りで干されていたトランボのために、自分の名義を貸した。
- ヴァージル・ブルックス - アドウェール・アキノエ＝アグバエ（竹田雅則）
- カーク・ダグラス - ディーン・オゴーマン（土田大）： 『スパルタカス』で主演と製作を務め、トランボを実名でクレジットに載せた。
- ハイミー・キング（英語版） - スティーヴン・ルート
- バディ・ロス - ロジャー・バート（鳥畑洋人）
- ジョン・ウェイン - デヴィッド・ジェームズ・エリオット（楠大典）： 赤狩りに加担した「アメリカの理想を守るための映画同盟」の一員。
- ロバート・ケニー - ピーター・マッケンジー（英語版）
- サム・ウッド - ジョン・ゲッツ： 「アメリカの理想を守るための映画同盟」の一員。
- ロイ・ブリューワー - ダン・バッケダール（英語版）（宮崎敦吉）： 「アメリカの理想を守るための映画同盟」の理事長。
- ルイス・B・メイヤー - リチャード・ポートナウ： メトロ・ゴールドウィン・メイヤーの創始者の一人。赤狩りに積極的に協力した。
- オットー・プレミンジャー - クリスチャン・ベルケル（楠見尚己）： 映画『栄光への脱出』（1960年）でトランボを起用した。
- ミッツィ・トランボ - メーガン・ウルフ
- クリス・トランボ - ミッチェル・サコックス

## 製作
2013年9月18日、ダルトン・トランボをブライアン・クランストンが演じると報じられた。2014年4月14日、ヘレン・ミレンがヘッダ・ホッパー役で出演することが決まった。同年8月7日、ダイアン・レイン、エル・ファニング、ジョン・グッドマン、マイケル・スタールバーグの4人が本作に出演することが決まった。同月13日、デヴィッド・ジェームズ・エリオットとピーター・マッケンジーが本作に出演すると報じられた。また、同じ日、ブリーカー・ストリートが本作の配給権を購入したと発表した。9月6日、ルイ・C・K がアーレン・ハード役で出演すると報じられた。同月22日、ディーン・オゴーマンがカーク・ダグラスを演じることが決まった。10月16日、アドウェール・アキノエ＝アグバエが本作に出演するとの報道があった。
本作の主要撮影は2014年9月15日に始まり、同年11月6日に終了した。

## 公開
2015年9月12日、本作は第40回トロント国際映画祭でプレミアを迎えた。その際には、主演2人の演技に対し5分間のスタンディング・オベーションが起きた。また、10月10日にはロンドン映画祭での上映が行われた。

## 評価
本作は批評家から好意的な評価を受けている。映画批評集積サイトのRotten Tomatoesには178件のレビューがあり、批評家支持率は73%、平均点は10点満点で6.7点となっている。サイト側による批評家の見解の要約は「『トランボ ハリウッドに最も嫌われた男』はトランボの作品には劣るかも知れない。しかし、そうであったとしても、素晴らしい出来映えであり、俳優陣の演技も見事である。それはダルトン・トランボという傑出した脚本家への賛辞としては十分以上のものである。」となっている。また、Metacriticには33件のレビューがあり、加重平均値は60/100となっている。
第90回キネマ旬報ベスト・テンの外国映画ベスト・テンでは、第4位となる。